# Stockholms Enskilda Bank
La Stockholms Enskilda Bank, souvent appelée Enskilda Banken (litt. Banque indépendante) est une banque basée à Stockholm qui a existé en tant que société distincte de 1856 à 1971. 
La banque est fondée par André Oscar Wallenberg (sv). Avec la banque comme instrument, la famille Wallenberg a construit sa position de pouvoir unique dans la vie des affaires suédoise avec des positions de pouvoir dans la plupart des industries dominantes du pays. Les postes de pouvoir au sein de la banque ont finalement été transférés à une société distincte, Providentia, qui a fusionné dans les années 1990 avec la puissante société Investor de Wallenberg. En 1972, la Stockholms Enskilda Bank a fusionné avec Skandinaviska banken pour former la Skandinaviska Enskilda Banken, aujourd'hui SEB. Le développement moderne du système bancaire suédois a commence avec la fondation de la Stockholms Enskilda Bank en 1856.

## Histoire
André Oscar Wallenberg (sv)André Oscar Wallenberg a complètement transformé la technologie bancaire en quelque chose de plus gérable et plus efficace. Il a transformé le secteur bancaire d'une institution bureaucratique en une entreprise axée sur les affaires. Les dépôts de la banque sont devenus si importants que d'autres acteurs du monde bancaire ont hésité à faire confiance aux chiffres de Wallenberg. Mais peu à peu, ils commencèrent à suivre son exemple.

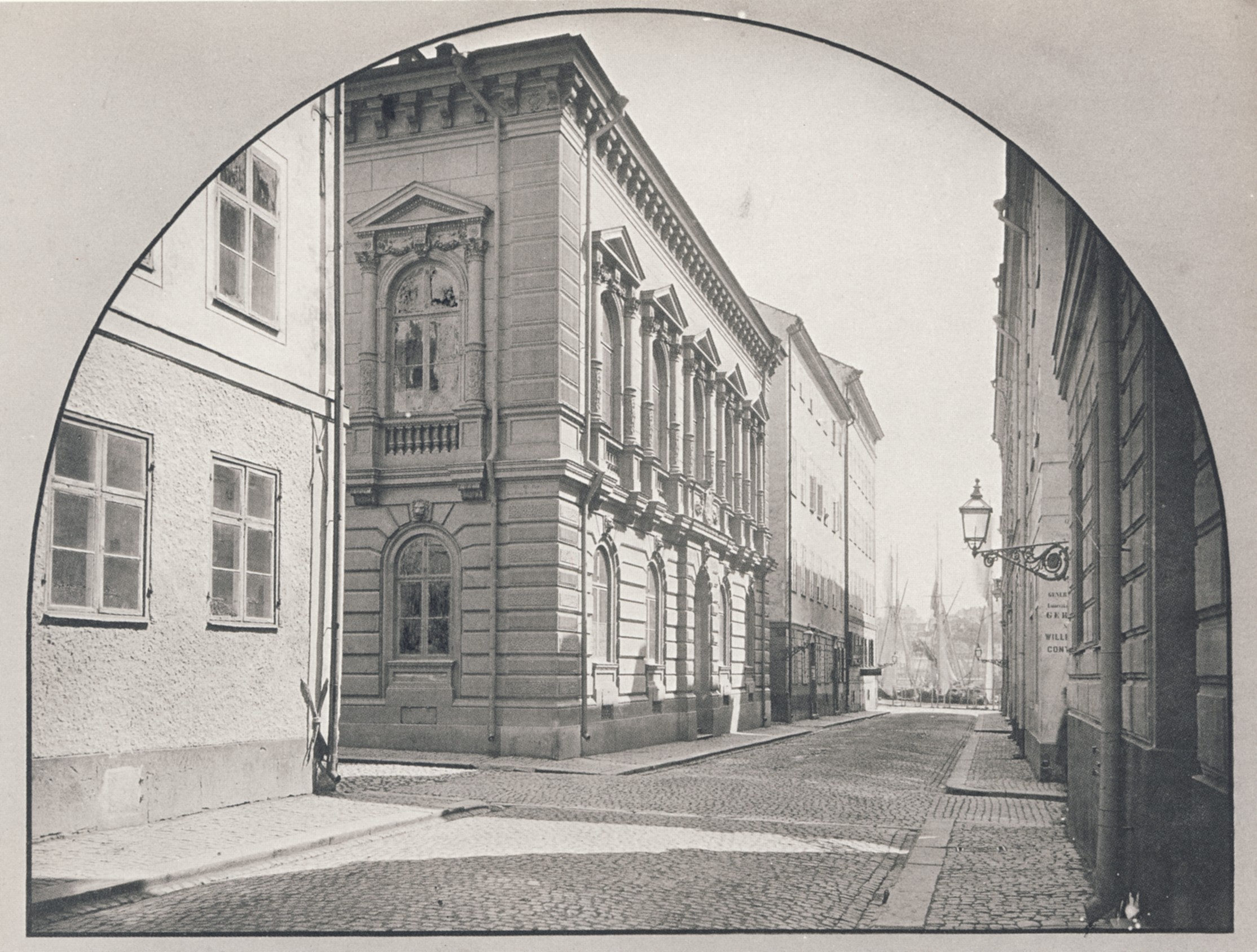
Bâtiment de la banque Enskilda de Stockholm dans le quartier Pan, Gamla stan.
Photographie : Johannes Jaeger, 1870.

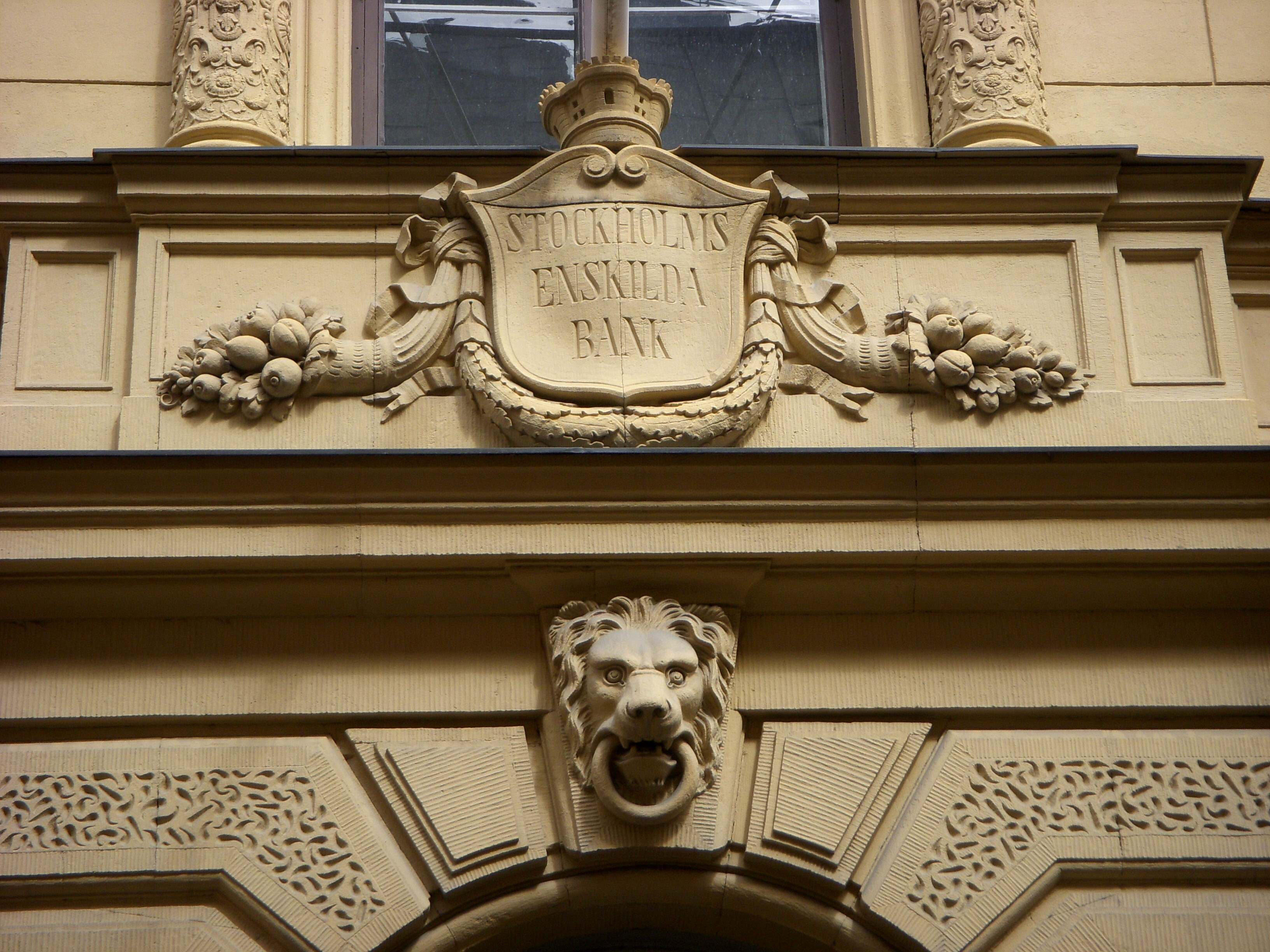
L'ancien bâtiment bancaire de Lilla Nygatan à Gamla Stan en 2009.

Lorsqu’un revers survint lors de la crise de 1879, c'est la banque qui dut supporter le risque pour les entreprises auxquelles elle prêtait de l’argent. La banque s’est avérée suffisamment solide pour résister à la grave crise.
La banque à Kvarteret Pan, dont l'adresse est Lilla Nygatan 23 à Gamla Stan, a été construite en 1860 par Carl Hallström et était alors le premier palais bancaire privé de la ville et la première grande banque du pays. Les plans ont été réalisés par l'architecte Johan Fredrik Åbom.
En 1915, ils emménagent dans le nouveau palais bancaire au Kungsträdgårdsgatan 8, conçu par Ivar Tengbom.

## Présidents du Conseil
| Année     | Président du Conseil    |
| --------- | ----------------------- |
| 1856-1864 | LJ Loven                |
| 1864-1871 | Victor Cramer           |
| 1871-1874 | W Vretman               |
| 1875-1881 | Henning Hamilton        |
| 1881-1898 | F Wretman               |
| 1898-1911 | Otto Printzsköld        |
| 1911-1914 | Knut Agathon Wallenberg |
| 1914-1917 | Otto Printzsköld        |
| 1917-1938 | Knut Agathon Wallenberg |
| 1938-1943 | Marcus Wallenberg Sr.   |
| 1944-1946 | Johannes Hellner        |
| 1946-1950 | Robert Ljunglöf         |
| 1950-1969 | Jacob Wallenberg        |
| 1969-1971 | Marc Wallenberg         |